# Hiroyuki Watanabe
Hiroyuki Watanabe (渡辺 裕之 Watanabe Hiroyuki?,  Mito, Ibaraki, 9 de diciembre de 1955 - Kanagawa, 3 de mayo de 2022) fue un actor japonés.  

## Biografía y carrera
Se graduó de la Universidad de Takushoku y estuvo casado con Hideko Hara (原 日出子 Hara Hideko?). Principalmente actuó en series de televisión, de las cuales bastantes son series tokusatsu. Uno de sus papeles más recientes fue como Taiga Saejima en la serie tokusatsu Garo. También interpretó a Kamen Rider Gaoh en la película de Kamen Rider Den-O, Kamen Rider Den-O: Ore, Tanjō!. 

## Filmografía

### Películas
- Godzilla, Mothra, King Ghidorah: Daikaijū Sōkōgeki (2001) - Yutaka Hirose
- Shinjuku Outlaw (Shinjuku autoroo) (1994)[2]
- Cromartie High (2005) - Freddie
- Detective Story (2007)
- Everly (2014) - Taiko
- Day and Night (2019)

### Televisión
- Tōyama no Kin-san (1992)
- Onihei Hankachō (1994)
- Ultraman Gaia (1998) - Comandante Akio Ishimuro
- Aoi Tokugawa Sandai (2000) - Asano Yoshinaga
- Oyabun wa Jesus Sama (2000) - Jesucristo
- Garo (2005-2006) - Taiga Saejima
- Garo: Byakuya no Majū (2006) - Taiga Saejima
- LoveDeath (2006)
- Kamen Rider Den-O: Ore, Tanjō! (2007) - Kamen Rider Gaoh
- Denjin Zaborgar (2011)
- Noside Game (2019) - Saburō Tsuda

### Doblaje japonés
- Batman - Bruce Wayne (Michael Keaton)
- Batman Returns - Bruce Wayne (Michael Keaton)
- Cocktail (edición Fuji TV 1991) - Brian Flanagan (Tom Cruise)
- Top Gun (edición de Fuji TV de 1989) - Maverick (Tom Cruise)